# Kvinnan i hytt 10
Kvinnan i hytt 10 (engelska: The Woman in Cabin 10) är en amerikansk thrillerskräckfilm som har premiär den 10 oktober 2025 på Netflix. Filmen är regisserad av Simon Stone, som även har skrivit filmens manus tillsammans med Joe Shrapnel och Ruth Ware.

## Handling
Filmen handlar om en journalist som en natt ser en passagerare kastas överbord från en lyxyacht. Dagen efter är det ingen som tror henne och det finns inga bevis på att det ska ha hänt.

## Rollista (i urval)
- Keira Knightley
- Guy Pearce
- Hannah Waddingham
- Kaya Scodelario
- Gugu Mbatha-Raw
- David Ajala
- Gitte Witt
- Art Malik
- Daniel Ings
- David Morrissey
- Christopher Rygh
- Paul Kaye
- Lisa Loven Kongsli